# Philippe Carcassonne
Pour les articles homonymes, voir Carcassonne (homonymie).
Philippe Carcassonne est un producteur français, né le 21 février 1955 à Boulogne-Billancourt.
Il produit notamment les films de Patrice Leconte, André Téchiné, Claude Sautet, Benoît Jacquot, Anne Fontaine, Jacques Audiard, par le biais de la société Cinéa (également graphiée Ciné@).

## Biographie
Après une licence de droit et de philosophie, Philippe Carcassonne devient journaliste au mensuel Cinématographe, puis rédacteur en chef du journal Médias. Il est l'auteur avec Claude Beylie de l'encyclopédie Le cinéma publiée chez Bordas. 
Il se lance dans la production cinématographique en 1986, ayant rencontré, grâce à des amis communs, Gérard Brémond, président de Pierre et Vacances, qui met à sa disposition les sommes nécessaires pour lancer la production de films.
Il est marié à la réalisatrice Anne Fontaine.
Il est le frère aîné de l'éditeur Manuel Carcassonne

## Filmographie

### Producteur
- 1987 : Tandem de Patrice Leconte
- 1987 : Les Innocents d'André Téchiné
- 1988 : Alouette, je te plumerai de Pierre Zucca
- 1988 : Quelques jours avec moi de Claude Sautet
- 1989 : Romuald et Juliette de Coline Serreau
- 1989 : Monsieur Hire de Patrice Leconte
- 1989 : Chimère de Claire Devers
- 1990 : Le Bal du gouverneur de Marie-France Pisier
- 1990 : S'en fout la mort de Claire Denis
- 1990 : La Désenchantée de Benoît Jacquot
- 1991 : Keep It for Yourself de Claire Denis (court métrage)
- 1991 : Ferdydurke de Jerzy Skolimowski
- 1991 : Prospero's Books de Peter Greenaway
- 1992 : Un cœur en hiver de Claude Sautet
- 1993 : Ridicule de Patrice Leconte
- 1993 : Tango de Patrice Leconte
- 1993 : Les histoires d'amour finissent mal... en général d'Anne Fontaine
- 1994 : Le Fils préféré de Nicole Garcia
- 1995 : L'Aube à l'envers de Sophie Marceau (court métrage)
- 1995 : Carrington de Christopher Hampton
- 1995 : La Fille seule de Benoît Jacquot
- 1995 : Augustin d'Anne Fontaine
- 1995 : Les Péchés mortels (Innocent Lies) de Patrick Dewolf
- 1995 : Le Confessionnal de Robert Lepage
- 1995 : Par-delà les nuages (Al di là delle nuvole) de Michelangelo Antonioni et Wim Wenders
- 1996 : Le Polygraphe de Robert Lepage
- 1996 : Ridicule de Patrice Leconte
- 1997 : Le Septième ciel de Benoît Jacquot
- 1997 : Nettoyage à sec d'Anne Fontaine
- 1997 : Marianne de Benoît Jacquot
- 1998 : Noël en famille de Fabienne Berthaud et Aruna Villiers (court métrage)
- 1998 : Dis-moi que je rêve de Claude Mouriéras
- 1998 : Fin août, début septembre d'Olivier Assayas
- 1999 : Augustin, roi du kung-fu d'Anne Fontaine
- 1999 : Pas de scandale de Benoît Jacquot
- 2000 : Stardom de Denys Arcand
- 2000 : Franck Spadone de Richard Bean
- 2000 : La Mécanique des femmes de Jérôme de Missolz
- 2000 : Sabotage! d'Esteban Ibarretxe (eu) et José Miguel Ibarretxe
- 2001 : Queenas de Camilla Overbye Roos (en)
- 2001 : Félix et Lola de Patrice Leconte
- 2001 : Comment j'ai tué mon père d'Anne Fontaine
- 2001 : Loin d'André Téchiné
- 2001 : Sur mes lèvres de Jacques Audiard
- 2002 : L'Homme du train de Patrice Leconte
- 2002 : Royal Bonbon de Charles Najman
- 2002: Rue des plaisirs de Patrice Leconte
- 2005 : Entre ses mains d'Anne Fontaine
- 2006 : Nouvelle Chance d'Anne Fontaine
- 2007 : L'Âge des ténèbres de Denys Arcand
- 2008 : La Fille de Monaco d'Anne Fontaine
- 2008: Sur ta joue ennemie de Jean-Xavier de Lestrade
- 2008 : Les Bureaux de Dieu de Claire Simon
- 2009 : Coco avant Chanel d'Anne Fontaine
- 2010: Rio Sex Comedy de Jonathan Nossiter
- 2010 : Au fond des bois de Benoît Jacquot
- 2011 : Mon pire cauchemar d'Anne Fontaine
- 2012 : Camille redouble de Noémie Lvovsky
- 2013 : Perfect Mothers d'Anne Fontaine
- 2014 : Gemma Bovery d'Anne Fontaine
- 2014 : Senza nessuna pietà de Michele Alhaique (it)
- 2015 : Qui c'est les plus forts ? de Charlotte de Turckheim
- 2015 : Floride de Philippe Le Guay
- 2016 : Les Innocentes d'Anne Fontaine
- 2017 : Marvin ou la Belle Éducation d'Anne Fontaine
- 2019 : Blanche comme neige d'Anne Fontaine
- 2020 : Police d'Anne Fontaine
- 2020 : The Father de Florian Zeller
- 2021 : Présidents d'Anne Fontaine
- 2022: Mrs. Harris Goes to Paris d'Anthony Fabian
- 2022 : Maigret de Patrice Leconte
- 2022 : The Son de Florian Zeller
- 2023: Super-bourrés de Bastien Milheau
- 2024: Bolero d'Anne Fontaine